# Rivaz (Vaud)
Pour les articles homonymes, voir Rivaz.
Rivaz est une commune suisse du canton de Vaud, située dans le district de Lavaux-Oron.

## Géographie

Photo aérienne (1964).

Rivaz se situe au bord du Léman. Avec une superficie de 31 hectares, c'est la plus petite commune de Suisse, à égalité avec Gottlieben.

## Population

### Surnom
Les habitants de la commune sont surnommés les Rats (à rapprocher des Chats de Chexbres).

## Monuments
Temple. L'ancienne chapelle médiévale dédiée à saint Barthélemy, de 1439-1446, est reconstruite en 1729-1730. La tribune porte la date  1730 et une inscription peinte sur la chaire rappelle la dédicace du 7 janvier 1731. L'édifice a été réalisé par le maçon Jacques Michod et par le charpentier Abraham Sandoz. Ce dernier, par ailleurs, a occupé parfois la fonction d'architecte et il a peut-être joué ce rôle ici. Le temple est accolé à la maison de commune, ce qui lui a valu, lors de la reconstruction de celle-ci pour agrandissement vers 1838, d'être amputé de sa partie occidentale. L'intérieur du sanctuaire a été réaménagé en 1939 et 1952.